# فاطمه معتمدآریا
فاطمه معتمدآریا (زادهٔ ۷ آبان ۱۳۴۰) بازیگر ایرانی است. او با دریافت چهار سیمرغ بلورینِ بازیگری در میان زنان رکورددار است. او پیش از انقلاب ۱۳۵۷ با چند نمایش به روی صحنه رفت و سپس در دههٔ ۱۳۶۰ با فعالیت در برنامه‌های تلویزیونی عروسکی مدرسه موشها (۱۳۶۰–۱۳۶۳) و خونه مادربزرگه (۱۳۶۶) شناخته شد. معتمدآریا ابتدا برای نقش مکمل خود در برهوت (۱۳۶۷) سیمرغ بلورین جشنواره فیلم فجر را کسب کرد و سپس نقش اصلی ریحانه (۱۳۶۸) را ایفا کرد. او برای بازی در مسافران (۱۳۷۰) سیمرغ بلورین دیگری را کسب کرد. سپس با نقش‌آفرینی در یکبار برای همیشه (۱۳۷۱)، همسر (۱۳۷۲) توانست دو بار پیاپی برندهٔ سیمرغ بلورین بهترین بازیگر زن شود.
روسری‌آبی (۱۳۷۳) نخستین همکاری معتمدآریا با رخشان بنی‌اعتماد بود که با بانوی اردیبهشت (۱۳۷۶)، گیلانه (۱۳۸۳) و قصه‌ها (۱۳۹۰) ادامه یافت.

## زندگی
فاطمه معتمدآریا در ۷ آبان ۱۳۴۰ در تهران زاده شد. او در سال ۱۳۵۳ وارد کانون پرورش فکری کودک و نوجوان شد. در ۱۳۵۵ به عنوان هنرجوی هنر در دانشسرای هنر پذیرفته و در سال ۱۳۵۸ فارغ‌التحصیل شد. وی هم‌زمان، با گروه تئاتر دانشجویان دانشکده هنرهای زیبا نیز همکاری می‌کرد.

## زندگی حرفه‌ای
آغاز فعالیت وی در تلویزیون با عروسک‌گردانی در مجموعهٔ مدرسه موشها در سال ۱۳۶۰ بود. متعاقب آن در سال ۱۳۶۲ به ضبط سریال محله برو بیا پرداخت و سرانجام با فیلم جدال در ۱۳۶۴ وارد سینمای حرفه‌ای شد. او پس از آن در سال ۱۳۶۵ به بازی در فیلم‌های جهیزیه برای رباب، تحفه‌ها پرداخت. گل پامچال نخستین تجربه تلویزیونی معتمدآریا بود.
فاطمه معتمدآریا نخستین زن عضو هیئت مدیره خانه سینما است.
از نقش آفرینی‌های محبوب معتمدآریا باید به بازی‌های او در کنار ایرج طهماسب و حمید جبلی اشاره کرد. این سه نفر با همکاری در چندین فیلم از جمله کلاه قرمزی و پسرخاله، کلاه قرمزی و سروناز، دختر شیرینی فروش، یکی بود ، یکی نبود و زیر درخت هلو یکی از موفق‌ترین گروه‌های هنری در سینمای ایران هستند.

### گرامیداشت در سی و هفتمین جشنواره فیلم فجر
آیین بزرگداشت فاطمه معتمدآریا در بهمن ۱۳۹۷ در افتتاحیهٔ سی و هفتمین دوره جشنواره فیلم فجر برگزار شد. در این برنامه که با حضور هنرمندان سینما در پردیس تئاتر تهران برگزار شد، همایون اسعدیان، علیرضا رییسیان و رضا کیانیان روی سن دربارهٔ این هنرمند سخن گفتند.

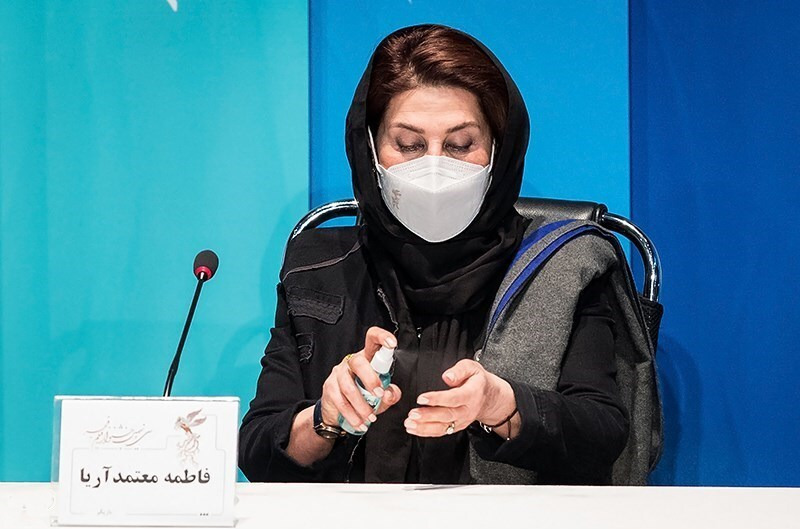
فاطمه معتمدآریا در سی‌ونهمین جشنوارهٔ فیلم فجر (سال ۱۳۹۹)

## حواشی

### ممنوع‌الخروجی و احضار
فاطمه معتمدآریا که در انتخابات ریاست جمهوری ۱۳۸۸ از میرحسین موسوی حمایت کرده و در فیلم تبلیغاتی او به همراه زهرا رهنورد حضور پیدا کرده بود در مهر آن سال ممنوع‌الخروج شد. او که به همراه جمعی از سینماگران ایرانی قصد سفر به آمریکا و حضور در یک برنامه را داشت با حکمی که صادر شده بود موفق به این کار نشد. او در مصاحبه‌ای در خلال جشنواره فیلم فجر گفت: ۴ سال ممنوع‌کار بوده‌است.
در ۱۷ دی ۱۳۹۰ با احضار فاطمه معتمدآریا به دادسرای زندان اوین حکم دادگاه انقلاب دربارهٔ فعالیت‌های وی پس از جنبش سبز به وی ابلاغ شد. شعبهٔ ۲ بازپرسی به‌دلیل دیدار از خانوادهٔ سهراب اعرابی، بازی در فیلم تبلیغاتی میرحسین موسوی و حمایت از جنبش سبز در مصاحبه‌های پس از انتخابات، وی را به ۵۰ میلیون تومان جریمهٔ نقدی محکوم کرد.

### برنامه هفت
در برنامه جمعه شب برنامه هفت در ۸ بهمن ۱۳۸۹ که امین تارخ به عنوان مهمان در آن حضور داشت مصاحبه‌ای با فریماه فرجامی پخش شد که در آن فرجامی که در حال کسالت بود، معتمدآریا را فردی مغرور که دائم خود را می‌گیرد توصیف کرد. در واکنش به پخش این مصاحبه، تارخ به حمایت از معتمدآریا برای فریدون جیرانی و برنامه‌اش اظهار تاسف کرد. پس از آن رخشان بنی‌اعتماد در بیانیه‌ای این‌گونه تخریب شخصیت را محکوم کرد و در پی آن شورای تهیه‌کنندگان و سایر اصناف هنری نیز این حرکت برنامه هفت را محکوم کردند. جیرانی در برنامهٔ بعدی هفت در ۱۶ بهمن ۱۳۸۹ از معتمدآریا عذرخواهی کرد اما گفت که پخش این مصاحبه از ظرفیت جامعهٔ هنری ایران بیشتر بوده‌است.

### ممنوع‌التصویر شدن
معتمدآریا در خرداد ۱۳۸۹ در جشنواره فیلم کن بدون حجاب و با مچ‌بند سبز حضور پیدا کرد که منجر به ممنوع‌التصویر شدن وی شد. وی تا زمستان ۱۳۹۲ ممنوع‌التصویر بود تا اینکه دو فیلم قصه‌ها و پریناز با بازی او، هم‌زمان پروانه نمایش گرفتند و فیلم قصه‌ها در جشنواره فیلم فجر به نمایش درآمد. معتمدآریا در واکنش به این خبر، شعور و درک بالای مسئولان فرهنگی دولت یازدهم ایران را از عوامل بازگشت سینمای ایران به دوران قابل احترام خود معرفی کرد.

### حوادث کاشان
در ۴ بهمن ۱۳۹۴ در جریان سفر فاطمه معتمدآریا و کاوه ابراهیم‌پور، کارگردان فیلم یحیی سکوت نکرد به کاشان برای شرکت در اکران و نشست پرسش و پاسخ این فیلم، گروهی معترض با فحاشی و ناسزاگویی خواستار خروج آن‌ها از شهر بودند که با کمک نیروهای انتظامی جلسه به روال عادی خود ادامه یافت.

معتمدآریا در اینباره گفت:
«من با اینکه کسی با کار من و حرفه‌ام و حتی خود من مخالف باشد مشکلی ندارم. ولی رفتارهای تهاجمی، توهین، بی‌احترامی، دروغ، تهمت و بی‌قانونی را نمی‌پذیرم و این اتفاقی است که در آنجا افتاد و من علاقه‌ای هم به بیان و شرح جزئیات اتفاقات ناخوشایند ضدفرهنگی ندارم.»
به گفتهٔ کاوه ابراهیم‌پور پس از پایان جلسه، هنگامی که آن‌ها سوار خودرو شده بودند، چند نفر از مهاجمان روی سقف اتومبیل آن‌ها رفته و قصد داشتند با شکستن شیشه‌ها وارد خودرو شوند که نیروی انتظامی مانع آنها شد. عبدالنبی نمازی، امام جمعه کاشان دربارهٔ این حادثه با اشاره به اینکه کاشان به دلیل جایگاهی که در طول تاریخ تشیع داشته تحمل برگزاری مجالس لهو و لعب را ندارد از مسئولین خواست به حوادث روز پیش از آن رسیدگی کنند. در پی این حادثه وزیر ارشاد، رئیس سازمان سینمایی، رئیس خانه سینما، شورای مرکزی انجمن منتقدان و نویسندگان سینمایی ایران و شماری از هنرمندان سینما واکنش نشان داده و آن را محکوم کردند.

### مخالفت با حجاب اجباری
در ژوئن ۲۰۱۰ وقتی فاطمه معتمدآریا برای شرکت در جشنواره فیلم کن ۲۰۱۰ به فرانسه سفر کرده بود، عکسی بدون حجاب از او منتشر شد. این عکس موجب شد تا او برای مدتی ممنوع‌الکار و ممنوع‌التصویر شود.
در میانه جنبش زن، زندگی، آزادی او در مراسم خاکسپاری امین تارخ بدون روسری سخنرانی کرد. با اوج گرفتن کشتار معترضان در خیزش ۱۴۰۱ ایران معتمدآریا از معدود چهره‌های شناخته‌شدن سینمای ایران بود که به دیدار خانواده‌های کشته‌شدگان رفت. او با خانواده کیان پیرفلک ملاقات کرد و تصاویر بدون حجاب اجباری این دیدار در شبکه‌های اجتماعی منتشر شدند. او در مراسم خاکسپاری کیومرث پوراحمد نیز بدون روسری حضور پیدا کرد و در مراسم یادبود آتیلا پسیانی، بدون حجاب اجباری به روی سن رفت.
نگاره با حجاب او که در میان زنان بیلبورد زنان سرزمین من قرار گرفته بود، با انتشار ویدئویی نسبت به انتشار نام و نگاره‌اش در این بیلبورد به شدت اعتراض کرد. این بیلبورد بعداً با اعتراض بسیاری از صاحبان چهره‌های روی آن همراه و برچیده شد.
فاطمه معتمدآریا همچنین پس از دستگیری توماج صالحی، خواننده مخالف جمهوری اسلامی، به همراه جعفر پناهی و محمد رسول‌اف به دیدار خانواده توماج رفت و حمایت خود را از او نشان داد.
در خرداد ۱۴۰۲ فاطمه معتمدآریا به دلیل ممنوع‌الخروجی نتوانست برای اجرای نمایش بچه در جشنواره وینرفست وخن به اتریش سفر کند. مدیران این جشنواره به نشانه اعتراض اجرای این نمایش را لغو کردند.

## خروج از ایران
فاطمه معتمد‌آریا در اسفند ۱۴۰۳ اعلام کرد بیش از یک سال است که از ایران مهاجرت کرده است. او گفت برای پس گرفتن گذرنامه خود ۲۲ بار به دادگاه رفته و هنگامی که برای شرکت در جشنواره‌ای در فرانسه از ایران خارج شده بود، همسرش به او گفت که بازنگردد وگرنه دوباره گذرنامه او را خواهند گرفت.‌

## زندگی شخصی
فاطمه معتمدآریا در سال ۱۳۶۰ با احمد حامد ازدواج کرد که حاصل این ازدواج یک پسر به نام نریمان است.

## فیلم‌شناسی

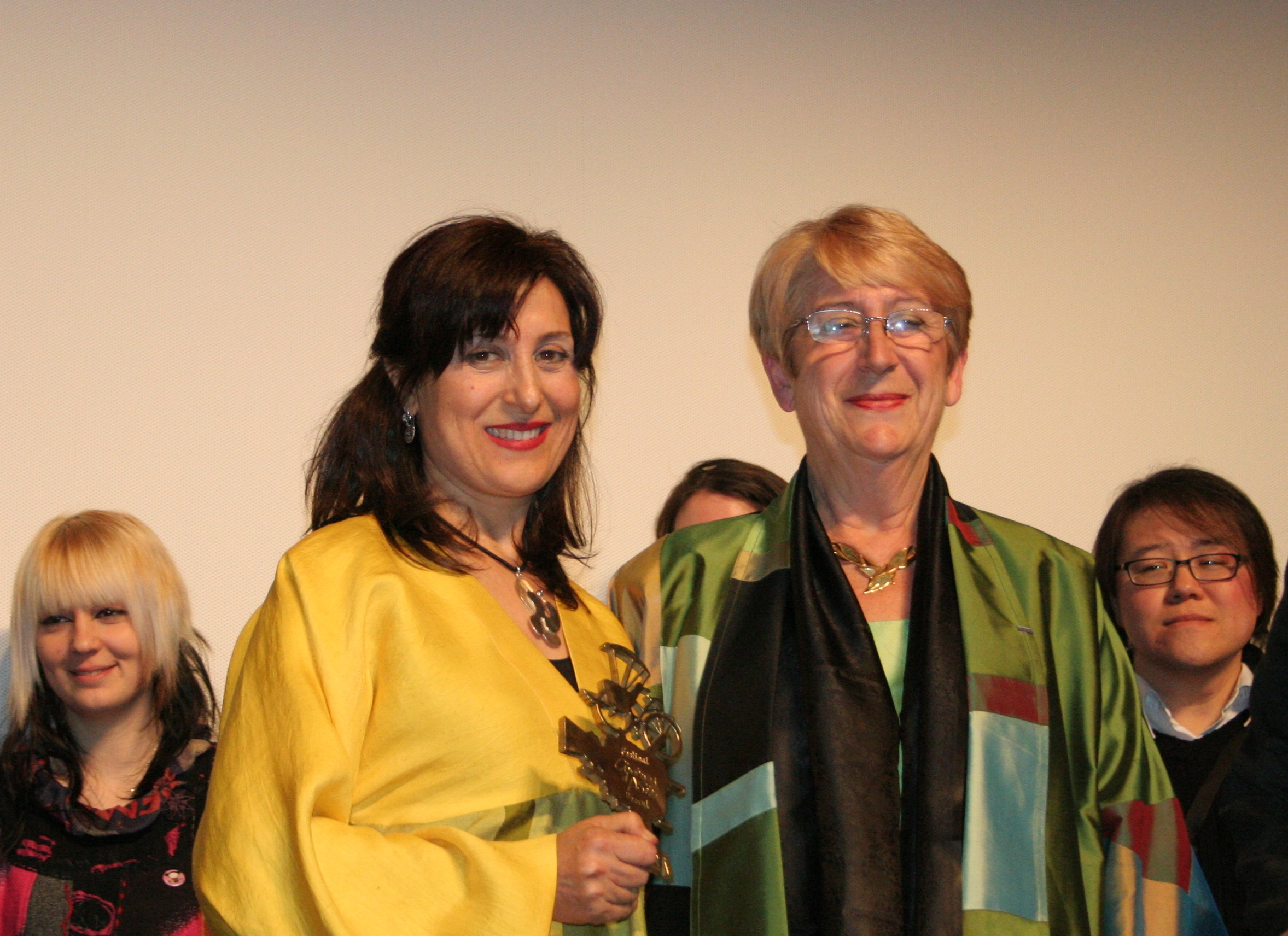
فاطمه معتمدآریا در  جشنواره بین‌المللی فیلم‌های آسیایی وزول در وسول، فرانسه (ژانویه ۲۰۱۰)
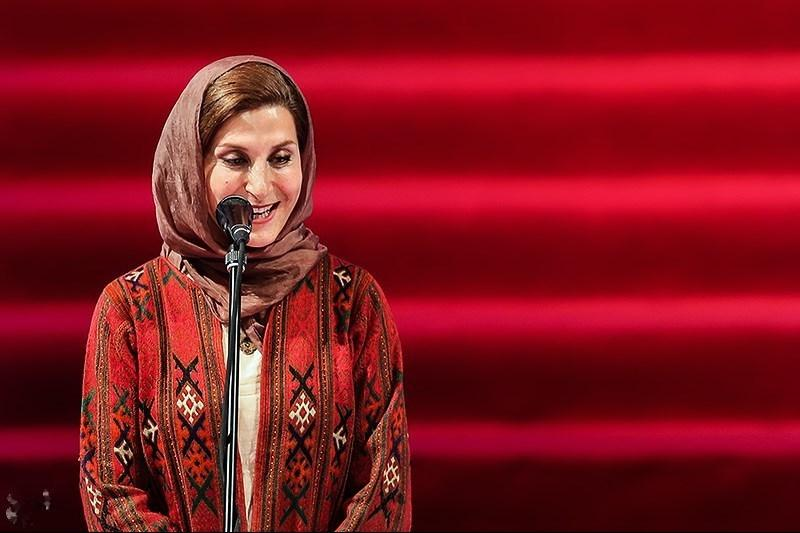
در جشنواره فجر (اردیبهشت ۱۳۹۶)
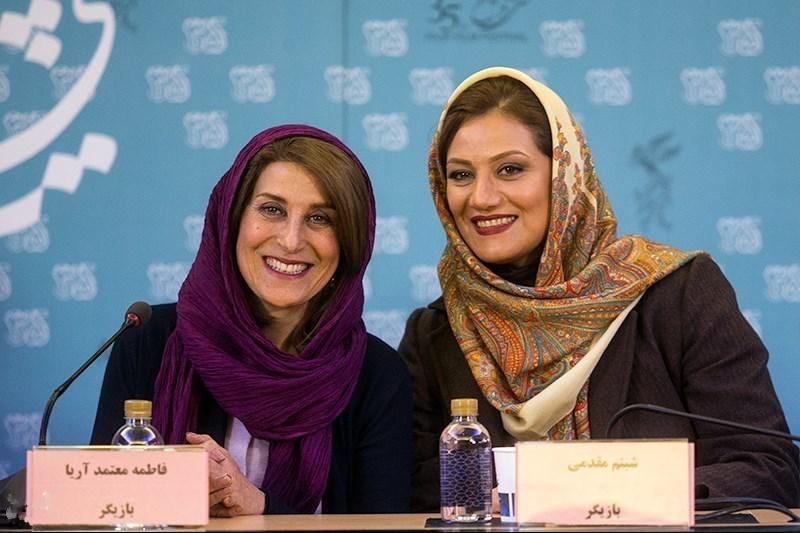
فاطمه معتمدآریا در کنار شبنم مقدمی در سی و پنجمین جشنواره فیلم فجر (بهمن ۱۳۹۵)

## جوایز
| عنوان            | رده                                                 | جایزه                                       | سال  | نتیجه    | منبع   |
| ---------------- | --------------------------------------------------- | ------------------------------------------- | ---- | -------- | ------ |
| جهیزیه برای رباب | لوح زرین بهترین بازیگر نقش مکمل زن                  |                                             | ۱۳۶۶ | نامزدشده |        |
| ریحانه           | سیمرغ بلورین بهترین بازیگر نقش اول زن               |                                             | ۱۳۶۷ | نامزدشده |        |
| برهوت            | سیمرغ بلورین بهترین بازیگر نقش مکمل زن              |                                             | ۱۳۶۷ | برنده    |        |
| مسافران          | سیمرغ بلورین بهترین بازیگر نقش مکمل زن              |                                             | ۱۳۷۰ | برنده    |        |
| هنرپیشه          | سیمرغ بلورین بهترین بازیگر نقش اول زن               |                                             | ۱۳۷۱ | برنده    |        |
| همسر             | سیمرغ بلورین بهترین بازیگر نقش اول زن               |                                             | ۱۳۷۲ | برنده    |        |
| روسری‌آبی         | سیمرغ بلورین بهترین بازیگر نقش اول زن               |                                             | ۱۳۷۳ | نامزدشده |        |
| زندگی، مرد عوضی  | سیمرغ بلورین بهترین بازیگر نقش اول زن               |                                             | ۱۳۷۷ | نامزدشده |        |
| دختر شیرینی‌فروش  | تندیس زرین بهترین بازیگر نقش اول زن                 | جشن سینمای ایران                            | ۱۳۸۱ | نامزدشده |        |
| گیلانه           | سیمرغ بلورین بهترین بازیگر نقش اول زن               | جشنواره فیلم فجر                            | ۱۳۸۲ | نامزدشده |        |
| گیلانه           | تندیس زرین بهترین بازیگر نقش اول زن                 | جشن سینمای ایران                            | ۱۳۸۳ | نامزدشده |        |
| بازیگر زن        | جایزه چهارمین جشنواره خانه دوست کجاست               | سازمان فرهنگی هنری شهرداری تهران            | ۱۳۸۶ | برنده    |        |
| فعالیت در سینما  | جایزه ۳۰ سال فعالیت در سینما                        | جشن انجمن منتقدان و نویسندگان سینمایی ایران | ۱۳۸۷ | برنده    |        |
| نیلوفر           | بهترین بازیگر نقش اول زن                            | جشن سینمای ایران                            | ۱۳۸۵ | نامزدشده |        |
| اینجا بدون من    | سیمرغ بلورین بهترین بازیگر نقش اول زن               |                                             | ۱۳۸۹ | نامزدشده |        |
| اینجا بدون من    | جایزه بهترین بازیگر زن                              | جشنواره بین‌المللی فیلم مونترآل              | ۱۳۹۰ | برنده    | [ ۲۷ ] |
| اینجا بدون من    | تندیس زرین بهترین بازیگر نقش اول زن                 | جشن سینمای ایران                            | ۱۳۹۰ | برنده    |        |
|                  | جایزه آنری لانگلوآ بخش بازیگر زن                    | جشنواره فیلم ونسن                           | ۱۳۹۰ | برنده    | [ ۲۸ ] |
| بهمن             | سیمرغ بلورین بهترین بازیگر نقش اول زن               | سی و سومین دوره جشنواره فیلم فجر            | ۱۳۹۴ | نامزدشده |        |
| آباجان           | تندیس حافظ بهترین بازیگر نقش اول زن                 | هفدهمین جشن حافظ                            | ۱۳۹۶ | برنده    |        |
| بنفشه آفریقایی   | سیمرغ بلورین بهترین بازیگر نقش اول زن               | سی و هفتمین دوره جشنواره فیلم فجر           | ۱۳۹۷ | نامزدشده | [ ۲۹ ] |
| خنکای ختم خاطره  | جایزه بهترین بازیگر زن در بخش مسابقه تئاتر بین‌الملل | سی و هفتمین جشنواره تئاتر فجر               | ۱۳۹۷ | برنده    | [ ۳۰ ] |